# La Lanterne (Versailles)
La Lanterne ist ein Jagdschloss in Versailles, das als Staatsresidenz der Französischen Republik genutzt wird. In der Fünften Republik wurde es zu einer Zweitresidenz, die dem Premierminister zur Verfügung stand. Seit 2007, dem Amtsantritt von Nicolas Sarkozy, steht sie dem Präsidenten zur Verfügung.

## Architektur
Das Anwesen grenzt an den Schlosspark von Versailles und an die Landstraße, die Versailles mit Saint-Cyr-l’École verbindet. Es besteht aus einem einstöckigen, U-förmigen Gebäude, dessen Hauptkörper etwa 20 Meter lang und sechs Meter breit ist und an beiden Seiten von niedrigeren, moderneren Langhäusern flankiert wird, die einen kiesbedeckten Hof einrahmen. Im Erdgeschoss befinden sich ein großer Salon mit einem Flügel, ein Esszimmer und ein Arbeitszimmer. Im Obergeschoss befinden sich fünf Schlafzimmer mit Badezimmern en suite, in denen Besucher untergebracht werden können. In einem der Gebäudeflügel befinden sich die Personalunterkünfte und die Küche, der andere dient der Gebäudesicherheit. Im linken Flügel befinden sich zwei Studios, die unter der Präsidentschaft von Nicolas Sarkozy eingerichtet wurden. Eine Allee verbindet diesen Hof mit der 200 Meter entfernten Departementsstraße; zwei Hirschbüsten überragen das Tor, das den Zugang zum Schloss ermöglicht. Zum Anwesen gehört ein großer Garten mit Schwimmbecken und Tennisplatz, der für das Personal des Präsidenten, das im linken Flügel arbeitet, unsichtbar ist. Das vier Hektar große Anwesen ist vollständig von hohen Mauern umgeben.
Seinen Namen hat es wahrscheinlich von der Laterne, die den Pavillon der nahe gelegenen ehemaligen königlichen Menagerie krönte. Entgegen manchen Gerüchten bezieht sich der berühmte revolutionäre Refrain Ah! Ça ira, nicht auf den Namen des Pavillons La Lanterne oder die vielen Fenster – insgesamt 36  –, die das Gelände beleuchten, sondern auf die Laternen in Paris, an denen die Revolutionäre die Aristokraten erhängten.

## Geschichte
« Ici, vous êtes le colocataire de Louis XIV, de Dieu et du Soleil. »

„Hier sind Sie der Mitbewohner von Ludwig XIV., Gott und der Sonne.“

### Jagdpavillon
Der Pavillon La Lanterne wurde 1787 von Philippe-Louis-Marc-Antoine de Noailles, Jagdkapitän und Gouverneur von Versailles, auf einem Grundstück am Rande der heute zerstörten königlichen Menagerie von Versailles errichtet, die König Ludwig XV. seinem Vater, Philippe de Noailles, geschenkt hatte. Der Pavillon besteht aus einem Erdgeschoss und einem Dachgeschoss. Die mit Stuck verzierten Fassaden bestehen aus sieben Feldern, wobei das mittlere Feld von einem Giebel überragt wird. Da es keine Archive gibt, ist jedoch nicht bekannt, wer an dem Bau gearbeitet hat.
Während der Französischen Revolution wurde der Pavillon, wie die übrigen Gebäude des Schloss Versailles, veräußert, bevor er während der Restauration 1818 von der Krone zurückgekauft wurde. Zwischen 1847 und 1848 diente er als Unterkunft für den Direktor der Menagerie und ab 1848 für den Direktor des Agrarwissenschaftlichen Instituts, das das Gestüt ersetzt hatte. In dieser Zeit wurde das Gebäude zweimal restauriert. Ab 1872 wurde es an verschiedene Persönlichkeiten vermietet, darunter den amerikanischen Millionär James Gordon Bennett junior.

### Staatliche Residenz
Während der Befreiung Frankreichs von der NS-Herrschaft wurde der Pavillon offiziell in die Liste der republikanischen Residenzen aufgenommen. Der Vizepräsident des Rates Félix Gouin mietete die Residenz, danach der Botschafter der Vereinigten Staaten in Frankreich David K. E. Bruce, der von 1949 bis 1952 dort residierte. Der Präsident der Nationalversammlung, André Le Troquer, war bis 1958 Mieter. Auf Beschluss von General Charles de Gaulle im Jahr 1959 wurde das ehemalige Jagdhaus dem amtierenden Premierminister als „Feriendomizil“ vorbehalten. Michel Debré besuchte regelmäßig am Wochenende diesen offiziellen Zweitwohnsitz, dessen Renovierungsarbeiten von seiner Frau begleitet wurden. Der damalige Kulturminister André Malraux erhielt die Erlaubnis, von 1962 bis 1969 dort zu wohnen, nachdem seine Wohnung in Boulogne-Billancourt durch ein Attentat der OAS zerstört worden war. Ein Großteil der Ausstattung, die von Louise de Vilmorin, der Lebensgefährtin des Ministers, ausgesucht wurde, stammt aus jener Zeit; Premierminister Georges Pompidou zog seinerseits seinen Zweitwohnsitz „La Maison blanche“ in Orvilliers vor.
Michel Rocard ließ das Haus renovieren und ein Schwimmbad und einen Tennisplatz bauen. Er reiste während seiner Amtszeit als Regierungschef mehrmals dorthin. Außerdem verhandelte er dort einen Teil des Matignon-Abkommens über Neukaledonien. Die lange Zeit verborgene Tochter des Präsidenten François Mitterrand, Mazarine Pingeot, ritt dort regelmäßig aus.
Die Residenz La Lanterne war auch ein beliebter Ort für Lionel Jospin, der dort gemeinsam mit seiner Frau, der Philosophin Sylviane Agacinski, neue Kraft schöpfte. Zwischen 1997 und 2002 pflegte das Ehepaar Jospin jedes Wochenende nach La Lanterne zu fahren, um dort Tennis zu spielen und dauerhaft in den Privatwohnungen zu wohnen. Die Ehefrau des ehemaligen Regierungschefs schrieb dazu in ihrem  Tagebuch: „Es war für mich, als ob dieser alte Pavillon, umgeben von riesigen Bäumen, die vielleicht so alt waren wie er selbst, uns vor der heutigen Zeit und den Krisen in Sicherheit bringen würde.“ Premierminister Dominique de Villepin merkt an, dass er „einen der schönsten Weinkeller der Republik“ besitzt.

### Präsidentenresidenz seit Sarkozy
Im Mai 2007, kurz nach seinem Sieg bei der Präsidentschaftswahl, verbrachte Nicolas Sarkozy sein erstes Wochenende vom 12. zum 13. Mai als gewählter, aber noch nicht vereidigter Präsident der Republik zusammen mit seiner Frau Cécilia Attias auf offizielle Einladung des scheidenden Premierministers de Villepin dort. Während seines Aufenthalts in La Lanterne arbeitete er an der Zusammenstellung der Regierung Fillon I. Kurz nach ihrer Hochzeit, die standesamtlich im Élysée-Palast stattfand, veranstalteten Präsident Sarkozy und seine neue Frau Carla Bruni dort am 3. Februar 2008 ihr Hochzeitsdinner. Die Residenz wurde 2008 nur einmal für Journalisten geöffnet, als das Staatsoberhaupt den britischen Premierminister Gordon Brown empfing.
Der Ferienort, der traditionell dem Premierminister zur Verfügung gestellt wird, wurde von Sarkozy während seiner gesamten fünfjährigen Amtszeit als Präsident genutzt. Das Überfliegen ist seither verboten. Die Satellitenansichten sind bei einigen Kartenanbietern wie Google Maps unscharf, auf anderen wie Yandex.Maps jedoch nicht. Ab diesem Zeitpunkt erlangte der unauffällige Urlaubsort landesweite Bekanntheit. Auch die Nachfolger von Sarkozy, François Hollande und Emmanuel Macron, nutzen die Residenz privat.
Als Ausgleich wird das Château de Souzy-la-Briche, das normalerweise dem Staatspräsidenten vorbehalten ist, dem Premierminister zur Verfügung gestellt, der sich dort jedoch nicht aufhält. Jean-Pierre Raffarin warf François Fillon bei dieser Gelegenheit vor: „Mit dem Verlust der Laterne hast du den besten Job verloren!“. 2012 behielt der Nachfolger Hollande La Laterne als Staatsresidenz des Präsidenten bei.
Rechtlich gesehen bleibt La Lanterne dem  Matignon (Amt des Premierministers) zugeschrieben, das die auf 200.000 Euro pro Jahr geschätzten Unterhaltskosten trägt. In dem 2013 diskutierten Haushaltsgesetz soll die Residenz gemäß der Empfehlung des Rechnungshofs verwaltungstechnisch dem Élysée-Palast zugeordnet werden.
Im Dezember 2020 hielt sich Macron aufgrund einer SARS-CoV-2-Infektion in La Lanterne sieben Tage lang in einem geschlossenen Raum auf.